# Mark Overmars
Markus Hendrik (Mark) Overmars (Zeist, 29 september 1958) is een Nederlands wiskundige, informaticus en bekend programmeur.
Hij was van 1990 tot 2013 hoogleraar informatica aan de Universiteit Utrecht en was van 1990 tot 2005 het hoofd van het Center for Geometry, Imaging and Virtual Environments (GIVE).
Overmars is het meest bekend van zijn ontwikkeling van het programma GameMaker, wat hij van 1999 tot 2007 ontwikkelde. Daarna werd het programma verkocht aan YoYo Games maar bleef Overmars nog wel betrokken bij de ontwikkeling. Ook is hij bekend van de probabilistic roadmap method, die een belangrijke rol heeft gespeeld in de ontwikkeling van bewegingsplanning in de robotica.

## Wetenschappelijke carrière
Na een gymnasium-b-opleiding studeerde hij wiskunde waarbij hij de nadruk legde op computerkunde. Al tijdens zijn studeren vond hij emplooi op de Utrechtse universiteit waar hij werkzaam is gebleven tot 2013. Hij promoveerde er in 1983 op het proefschrift The Design of Dynamic Data Structures onder supervisie van Jan van Leeuwen. In dertig jaar tijd heeft hij meer dan 100 artikelen geschreven, vooral over computationele geometrie.
Daarnaast ligt Overmars' focus op de robotica, met name de bewegingsplanning. Zo ontwikkelde hij in 1992 de probabilistic roadmap method, die in 1994 ook onafhankelijk werd ontwikkeld door Kavraki and Latombe. Hun gezamenlijke publicatie Probabilistic roadmaps for path planning in high-dimensional configuration spaces wordt gezien als een van de meest invloedrijke studies in de bewegingsplanning en is meer dan 2000 keer geciteerd.
Hij is ook de originele ontwikkelaar van de XForms toolkit.

## GameMaker
Naast zijn wetenschappelijke carrière is Overmars ook bekend als maker en ontwikkelaar van het programma GameMaker, een programma dat zich vooral richt op het makkelijk maken van computerspellen. Door het vakblad Control uit de computerspelindustrie is GameMaker uitgeroepen tot een belangrijk hulpmiddel voor het game-onderwijs. Overmars is met GameMaker in 2011 door het Amerikaanse tijdschrift GameDeveloper opgenomen in hun jaarlijkse top 50 van invloedrijkste ontwikkelaars.
In 2007 heeft Overmars GameMaker verkocht aan YoYo Games. Hij bleef wel mede-eigenaar van het bedrijf. Sinds 2010 helpt hij alleen nog met het uitkiezen van de games die YoYo Games gaat publiceren en geeft suggesties voor het verbeteren van de gameplay.
Overmars nam in 2011 twee maanden onbetaald verlof om Super Snake HD, de eerste game waar hij van begin tot eind bij betrokken is, te maken. De game is samen met grafisch ontwerper Jochem Schut gemaakt. Super Snake HD is gemaakt met GameMaker en is sinds juni 2011 uit voor iPhone, iPod en iPad en Android-toestellen.

## Boeken
- Overmars, M. H. (1983). The Design of Dynamic Data Structures. Springer-Verlag. ISBN 0-387-12330-X.
- de Berg, M., van Kreveld, M., Overmars, M. H. en Schwarzkopf, O. (1997). Computational Geometry: Algorithms and Applications. Springer-Verlag. ISBN 978-3-540-77974-2. 2nd ed., 2000; 3rd ed., 2008
- Habgood, J. en Overmars, M. H. (2006). The Game Maker's Apprentice: Game Development for Beginners. APress. ISBN 1-59059-615-3.